# Роза ветров (картография)

16-лучевая роза ветров

Роза ветров — образное название картографического обозначения основных географических азимутов сторон горизонта в виде звезды с количеством лучей, кратным четырём. При количестве лучей, равном 32, называется также розой румбов.
Как геральдический элемент, используется в эмблематике различных организаций (реже городов), символизируя всестороннюю направленность деятельности, например: НАТО (четыре луча), ОДКБ (четыре луча, видоизменённая), Министерство по чрезвычайным ситуациям и Министерство транспорта Российской Федерации (восемь лучей), ЦРУ США (шестнадцать лучей).
То, что в геральдике традиционно называют «розой ветров» — с равномерным и регулярным распределением лучей по азимутам сторон света — не может быть отождествлено с розой ветров в метеорологии. Если «метеорологическая» роза представляет плотность вероятности наблюдения конкретного направления ветра в данном месте, то «геральдико-картографическая» является лишь картинкой с обозначением основных географических азимутов сторон горизонта.

Роза ветров с четырьмя лучами.
Роза ветров с восемью лучами.
Роза ветров с шестнадцатью лучами.